# Woodlands, Kalifornien
Woodlands är en ort i  San Luis Obispo County, Kalifornien, USA,